# Пристава-под-Рако
Пристава-под-Рако (словен. Pristava pod Rako) — поселення в общині Кршко, Споднєпосавський регіон, Словенія. Висота над рівнем моря: 193,4 м.